# Dvojna zvijezda
Dvostruke ili dvojne zvijezde su zvjezdani sustav kojeg čine dvije gravitacijski vezane zvijezde. Zvijezde se gibaju oko zajedničkog središta masa, te ponekad takav sustav može biti sastavljen i od više zvijezda. 
Drugi je slučaj je kad su dvije zvijezde u velikoj blizini, a nisu vezane gravitacijom.
Dvojne sustave koje možemo opaziti teleskopom nazivamo vizualno dvojne zvijezde; pomoću spektralne analize - spektroskopski dvojne zvijezde, zahvaljujući promjeni sjaja prilikom prelaska jedne zvijezde preko druge - pomrčinski dvojne zvijezde te zahvaljujući otklonima pri gibanju sustava - astrometrijski dvojne zvijezde.

## Određivanje masa zvijezda dvojnog sustava
Dobivanje masa zvijezda u dvojnom sustavu temelji se na primjeni formula klasične mehanike na keplerove zakone iz čega se izvodi vrijednost gravitacijske konstante (G) koja je jednaka u bilo kojem dijelu svemira:
{\displaystyle G=4\pi ^{2}{\frac {a^{3}}{T^{2}}}\cdot {\frac {1}{M_{1}+M_{2}}}}
gdje su a - velika poluos elipse kojom se jedna zvijezda (mase M1) kreće oko druge zvijezde (mase M2), i T - period vrtnje.
Ako mase izrazimo u jedinicama Sunčeve mase, veliku poluos u astronomskim jedinicama i period u zvjezdanim godinama imamo ovu relaciju:
{\displaystyle M_{1}+M_{2}={\frac {a^{3}}{T^{2}}}}